# Anselme Dimier
Anselme Dimier OSCO (* 20. Februar 1898 in Valenciennes; † 4. Mai 1975 in Chimay als Joseph Dimier) war ein französischer Trappist, Kunsthistoriker, Ordenshistoriker und Archäologe.

## Leben und Werk
Joseph Dimier, dessen Vater Louis Dimier (1865–1943) ein bekannter Kunsthistoriker und Mitglied der Action française war, besuchte in Paris das Lycée Louis-le-Grand, meldete sich  freiwillig zur Armee und kämpfte von 1917 bis 1918 an vorderster Front. 1919 war er (wieder freiwillig) Offizier in einer Strafkompanie in Tunesien. 1926 trat er in das Trappisten-Kloster Tamié ein, legte 1931 (unter Abt Alexis Presse) die feierliche Profess ab und nahm den Ordensnamen Anselme an. 1932 wurde er zum Priester geweiht. In Tamié begann er mit dem Studium der Zisterziensergeschichte und baute eine umfassende Bibliothek auf. Von 1939 bis 1940 leistete er wieder Kriegsdienst. 1948 (offiziell 1950) wechselte er, der besseren Forschungsbedingungen wegen, von Tamié in die Abtei Scourmont bei Chimay an der belgisch-französischen Grenze, wo der herausragende Historiker Joseph-Marie Canivez Bibliothekar war, und blieb dort bis zu seinem Tod.
Nach Anfängen in Tamié (1926) und Kloster Bonnevaux (1933) unternahm Dimier ab 1959 im Sommer mit jungen Freiwilligen archäologische Grabungen in den Ruinen der Zisterzienserklöster Foigny (1959), Igny (1962), Trois-Fontaines  (1963–1964) und vor allem von 1965 bis 1975 (unter der Leitung des Jesuiten René Courtois, 1923–2005) in Vauclair (von 1960 bis 1965 auch in der Prämonstratenserabtei Lieu-Restauré bei Villers-Cotterêts).
Durch die Qualität seiner zahlreichen Forschungsbeiträge zur Geschichte der Zisterzienser sowie durch den Aufbau einer weitgespannten intensiven Korrespondenz mit den französischen und europäischen Spezialisten seines Forschungsgebietes wuchs Dimier (quasi autodidaktisch) zu einer Autorität seines Faches heran, dem – nicht zuletzt wegen der Mischung aus strengster Spiritualität, extremer Sportlichkeit und mitmenschlicher Wärme – regelrechte Verehrung zuteilwurde. Der Archäologe Benoît Chauvin, der ihm (unter Mitwirkung zahlreicher Kollegen) eine Gedenkschrift in sechs Bänden widmete, nennt ihn einen „maître incomparable“.
Dimier war Ritter der Ehrenlegion.

## Veröffentlichungen (Auswahl)
- Un régulier chez les joyeux. Histoire vraie, Paris, Grasset, 1928 (Erlebnisse aus seiner Zeit in Tunesien; joyeux bedeutet  hier „Soldat einer afrikanischen Strafkompanie“).
- Saint-Hugues de Bonnevaux, de l’ordre de Cîteaux, 1120–1194, Grenoble 1941 (über Hugo von Bonnevaux, Vorwort von Gustave Dupont-Ferrier, 1865–1956).
- (Hrsg.) Cartulaire de l’Abbaye N.-D. de Bonnevaux au diocèse de Vienne. Ordre de Cîteaux, Tamié 1942 (Kopialbuch von Kloster Bonnevaux im Erzbistum Vienne).
- Clarté, paix et joie. Les beaux noms des monastères de Cîteaux en France, Lyon, Abeille, 1944 (über die Klosternamen).
- La sombre Trappe. Les légendes et la vérité, St. Wandrille, Fontenelle, 1946 (Richtigstellung des düsteren Image von La Trappe).
- Saint Bernard et la Savoie, Annecy, Gardet et Garin, 1948.
- Amédée de Lausanne. Disciple de Saint Bernard, Saint Wandrille, Fontenelle, 1949 (44+490 Seiten; über Amadeus von Lausanne).
- Recueil de plans d’églises cisterciennes. Grignan. Abbaye Notre-Dame d’Aiguebelle, 2 Bde., Paris, Librairie d’art ancien et moderne, 1949–1967 (Grundrisssammlung von  Kloster Aiguebelle).
- Saint Bernard «pêcheur de Dieu», Paris, Letouzey et Ané, 1953 (Vorwort von Jean Leclercq, 1911–1993).
- Saint Louis et Cîteaux, Paris, Letouzey et Ané, 1954 (Vorwort von Gustave Cohen).
- (mit Jean Porcher) L’Art cistercien. France, Saint-Léger-Vauban, Zodiaque/Paris, Achille Weber, 1962, 3. Auflage, 1982 (behandelt die Klöster Sénanque, Silvanès (sic), Léoncel, Obazine, Le Thoronet, Fontfroide, Noirlac, Pontigny, Flaran und Silvacane).
  - (deutsch) Die Kunst der Zisterzienser in Frankreich, Würzburg, Zodiaque-Echter, 1986.
- Les moines bâtisseurs, Paris, Fayard, 1964.
  - (englisch) Stones laid before the Lord. A history of monastic architecture, Kalamazoo, Cistercian Publications, 1999.
- L’Art cistercien hors de France, Saint-Léger-Vauban, Zodiaque, 1971.
- (Hrsg. mit Emile Brouette und Eugène Manning, 1931–1995) Dictionnaire des auteurs cisterciens, Rochefort, Belgien, Abbaye Notre-Dame de Saint-Remy de Rochefort, 1975–1978 (754 Spalten).
- Bibliographie générale de l’Ordre cistercien. 4, 2–3, Personnes. Recueil de documents pour servir à l’histoire des reliques de S. Pierre II de Tarentaise, Rochefort, Belgien, Abbaye Notre-Dame de Saint-Remy de Rochefort, 1978 (betrifft Peter von Tarentaise).